# Ibn Bābawaih

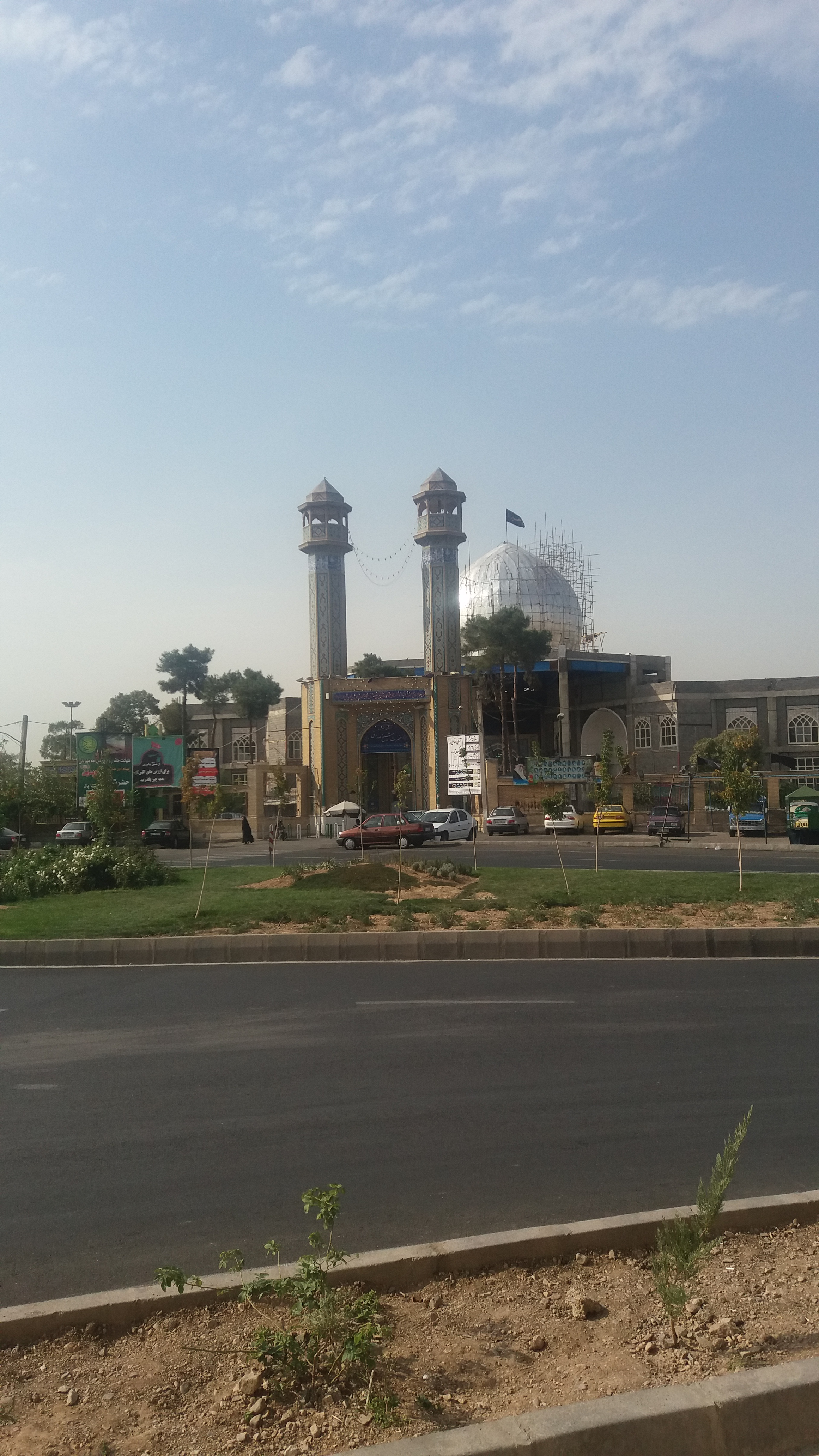
Das Grabmausoleum von Ibn Bābawaih in Schahr-e Rey

Abū Dschaʿfar Muhammad ibn ʿAlī Ibn Bābawaih al-Qummī (arabisch أبو جعفر محمد بن علي ابن بابويه القمي, DMG Abū Ǧaʿfar Muḥammad ibn ʿAlī ibn Bābawaih al-Qummī; geb. 918/19 in Ghom, gest. 991 in Raiy), bekannt auch als asch-Schaich as-Sadūq (الصدوق, DMG aš-Šaiḫ aṣ-Ṣadūq ‚der wahrheitsliebende Scheich‘), war ein zwölfer-schiitischer Theologe, der zu den wichtigsten Sammlern schiitischer Hadithe und Imam-Traditionen gehörte. Er hat sich insbesondere zu Fragen des Imamats und der Ghaiba geäußert. Seine Traditionssammlung Man lā yaḥḍuruhu l-faqīh gehört zu den kanonischen Vier Büchern der Zwölfer-Schia. Ibn Bābawaih war der bedeutendste Vertreter der Hadith-Schule von Qumm und zudem einer der wenigen schiitischen Traditionalisten, die in großem Umfang sunnitische Hadithe zur Prophetenfamilie nutzten, um die schiitischen Lehren zum Imamat stärker zu untermauern.

## Leben
Muhammad Ibn Bābawaih wurde wahrscheinlich im Jahr 306 d.H. (= 918/19) in eine berühmte Gelehrtenfamilie in Qum geboren. Sein Vater ʿAlī ibn Husain Ibn Bābawaih al-Qummī (gest. 939) war einer der wichtigsten imamitischen Gelehrten der Stadt. Seine Mutter war eine Sklavin, die wahrscheinlich aus Dailam stammte. Die Gelehrsamkeit in seiner Familie war sehr wichtig. Auch seine beiden älteren Brüder Hasan und Husain wurden später Gelehrte. Ibn Bābawaih nahm später für sich in Anspruch, dass seine Geburt durch ein Gebet des Verborgenen Imams zustande gekommen sei. Um dieses Gebet soll ihn Ibn Bābawaihs Vater durch Vermittlung des dritten Abgesandten Abū l-Qāsim Husain ibn Rauh gebeten haben.
Ibn Bābawaih begann sein Studium der Hadithe an der Schule von Qumm. Sein eigener Vater ʿAlī war wahrscheinlich sein wichtigster Lehrer und unterrichtete ihn sowohl im Fiqh als auch im Hadith. Zu seinen anderen Lehrern aus Qumm gehörte Muhammad ibn al-Hasan Ibn al-Walīd al-Qummī, dessen Einfluss sich insbesondere hinsichtlich Beurteilung von Hadith-Überlieferern und der Glaubwürdigkeit der heranzuziehenden imamitischen Texte zeigte. Schon als junger Mann reiste er an verschiedene Orte, um Überlieferungen über die Imame zu erfahren. Zwischen 950 und 958 zog er nach Raiy, der Hauptstadt der Buyiden.
In Raiy verkehrte er am Hof des buyidischen Herrschers Rukn ad-Daula (gest. 976). In mehreren seiner Werke erzählt Ibn Bābawaih von seinen Diskussionen in Anwesenheit dieses Herrschers. Hierbei übernahm Rukn ad-Daula häufig die Rolle des Schiedsrichters. Von Rukn ad-Daula erhielt Ibn Bābawaih im Jahre 352 (= 963 n. Chr.) auch eine persönliche Erlaubnis für eine Reise nach Maschhad und Nischapur in Chorasan. Ibn Bābawaih stand auch mit Rukn ad-Daulas Wesir Sāhib ibn ʿAbbād (gest. 995) in Verbindung, der einer der bedeutendsten und einflussreichsten intellektuellen Förderer seiner Zeit war. So widmete er ihm seine Sammlung von Nachrichten über den schiitischen Imam ʿAlī ibn Mūsā ar-Ridā. Allerdings berichtet Abū Haiyān at-Tauhīdī, dass Ibn ʿAbbād der Traditionswissenschaft sehr kritisch gegenüberstand, die Überlieferung von Hadithen verbot und deswegen Ibn Bābawaih mit anderen Gelehrten in die Verbannung schickte.
Ende 353 (= 964 n. Chr.) verließ Ibn Bābawaih Raiy, um sich auf Haddsch zu begeben. Auf dem Rückweg von Mekka Anfang des folgenden Jahres zog er durch den Irak und hielt sich eine Zeitlang in Kufa und in Bagdad auf. Seine Ankunft in Bagdad wird auf das Jahr 966 datiert. In Bagdad hörte asch-Schaich al-Mufīd bei ihm Hadith. Über die Stadt Hamadan kehrte er nach Raiy zurück.
Im Jahr 367 (= 977/78 n. Chr.) reiste Ibn Bābawaih erneut nach Chorasan und Transoxanien. Er besuchte Sarachs, Balch, Merw, Marwarrudh, Samarkand, das Ferghanatal und Īlāq, um dort Hadithe zu sammeln und zu übermitteln. In Īlāq verfasste er sein wichtigstes juristisches Werk und umfangreichstes Buch, nämlich das Kitāb Man lā yaḥḍuruhu l-faqīh („das Buch für denjenigen, der keinen Rechtsgelehrten bei sich hat“). Seine letzten Lebensjahre verbrachte er in Raiy. Dort wurde er auch begraben. Über seinem Grab in der Nähe der Ruhestätte von ʿAbd al Azīm Hasanī ist auf Anweisung des Kadscharenherrscher Fath Ali Schah im Jahre 1822 ein großes Mausoleum errichtet worden. Der Ort wird heute nach ihm Ibn Babawaih genannt.

## Werke
Ibn Bābawaih soll ungefähr 300 Werke verfasst haben. Von diesen beschäftigen sich 61 mit dem Problem des Imamats und dem Leben der einzelnen Imame, zehn speziell mit dem Problem der Ghaiba und über 100 mit den alltäglichen Verpflichtungen der Schiiten aus der Perspektive des imamitischen Fiqh.

### Kamāl ad-dīn wa-tamām an-niʿma
Kamāl ad-dīn wa-tamām an-niʿma („Die Vollkommenheit der Religion und die vollständige Gnade“) ist ein theologisches Handbuch in zwei Teilen über die Verborgenheit des Zwölften Imams, abgefasst wahrscheinlich schon 978/79 in Nischapur auf Wunsch eines imamitischen Gelehrten aus Buchara. Als Grund gibt Ibn Bābawaih an, dass er die imamitische Gemeinde der Stadt bei seiner Ankunft bezüglich der Verborgenheit des zwölften Imams in einer Glaubenskrise vorfand, die sie dazu brachte, willkürliche persönliche Meinungen und analoge Argumente (al-ārāʾ wa-l-maqāyīs) zu dieser Frage vorzubringen. Das geschätzte Alter des zwölften Imams betrug zu dieser Zeit 110 Jahre, ein Alter, das bei vielen Menschen Zweifel an der Existenz des Imams aufkommen ließ. Aus diesem Grund widmete der Autor ein ganzes Kapitel des Buchs berühmten langlebigen Personen (muʿammarūn) des Islams und früherer Religionen und Kulturen. In der Einleitung führt der Autor aus, dass er im Traum den verborgenen Imam gesehen habe, der ihm bei der Kaaba den Auftrag gegeben habe, ein Buch über die Ghaiba zu verfassen, in dem er die Ghaiba der Propheten beschreibt. Der Autor setzt sich in diesem Werk auch viel mit Einwänden der Zaiditen gegen die imamitische Lehre auseinander. Im zweiten Teil des Buch nimmt der Beweis der der Zwölfzahl der Imame breiten Raum ein.
Der erste Teil des Werks wurde 1901 von Ernst Möller unter dem Titel „Beiträge zur Mahdilehre des Islams“ ediert und besprochen.

### Weitere Werke
- al-Amālī („Diktate“), Aufzeichnungen seiner regelmäßigen Dienstag- und Freitagssitzungen, die er vom 1. März 978 bis 22. März 979 an wechselnden Orten (Raiy, Maschhad, Nischapur, verschiedene Orte auf dem Weg nach Transoxanien) gehalten hat.[23] Sie bestehen aus verschiedenen Überlieferungen, hauptsächlich Berichten über die Tugenden der Imame und moralischen Ermahnungen.[24]
- Man lā yaḥḍuruhu l-faqīh („Wer keinen Rechtsgelehrten in seiner Nähe hat“) ist eine schiitische Hadith-Sammlung, die der Autor in Balch verfasste, nachdem ihn sein Gastgeber gebeten hatte, ein handliches Kompendium des Fiqh nach dem Vorbild von Abū Bakr ar-Rāzīs Man lā yaḥḍuruhu ṭ-ṭabīb („Wer keinen Arzt in seiner Nähe hat“) zusammenzustellen. Er las das Werk, das die Autoritätsketten auslässt, 983 den Scheichs von Balch vor.[25] Nach Hassan Ansari sammelte Ibn Bābawaih in diesem Buch die Traditionen, die die Grundlage seiner eigenen Fatwa bildeten.[26]
- at-Tauḥīd, eine Sammlung von Traditionen, die in Raiy zusammengestellt wurde, um die Imamiten gegen den Vorwurf des Anthropomorphismus und des Prädestinationsglaubens zu verteidigen. Die Traditionen sind nach Themen gruppiert und enthalten gelegentlich erklärende Bemerkungen.[24]
- ʿUyūn Aḫbār ar-Riḍā, Sammlung von Nachrichten über den schiitischen Imam ʿAlī ibn Mūsā ar-Ridā sowie Überlieferungen von ihm, die Ibn Bābawaih dem Wesir Sāhib ibn ʿAbbād (gest. 995) überreichte, als dieser zwei Gedichte zum Lob dieses Imams verfasste. Es gibt zahlreiche Druckausgaben.[27]
- al-Hidāya („Die Rechtleitung“), eine kurze Anleitung, wie man ein Imamit wird, die mit einem Glaubensbekenntnis beginnt und im Anschluss daran Rechtsvorschriften behandelt.[28]
- al-Iʿtiqādāt („Die Glaubenslehren“), eine Bekenntnisschrift, in der der Autor sein Verständnis der imamitischen Lehre zu verschiedenen Themen darlegt.[28] Es gibt zahlreiche Textausgaben.[29] Asaf Ali Asghar Fyzee übersetzte das Werk unter dem Titel A Shi'ite Creed 1942 ins Englische.[30] Ibn Bābawaihs Schüler asch-Schaich al-Mufīd verfasste zu dem Werk einen kritischen Kommentar mit dem Titel Taṣḥīḥ al-iʿtiqād („Berichtigung des Glaubens“).
- ʿIlal aš-šarāʾiʿ wa-l-aḥkām wa-l-asbāb („Die Ausgangspunkte der Gesetze, der Regeln und der Ursachen“), Sammlung von Traditionen, die Gründe für bestimmte Rechtsvorschriften, für verschiedene Ereignisse und für die Namen verschiedener Dinge angeben.[24]
- Faḍāʾil al-ašhur aṯ-ṯalāṯa, Schrift über die Fadā'il der drei Monate Radschab, Schaʿbān und Ramadan mit der Beschreibung und Anpreisung verschiedener supererogatorischer Andachtsübungen.[31]
- al-Ḫiṣāl, Sammlung von Hadithen, die nach den darin vorkommenden Zahlen geordnet ist.[32]
- Muṣādaqat al-iḫwān („Die Freundschaft zu den Brüdern“), kleineres Werk, das den Leser dazu auffordert, Glaubensbrüder mit Respekt zu behandeln, mit Hadithen zum Thema.[33]
- Ṣifāt aš-šīʿa und Faḍāʾil aš-šīʿa, zwei Sammlungen über die moralischen Eigenschaften bzw. die Fadā'il der Schia.[33]
- Maǧālis maʿa Rukn ad-Daula, Werk, das auch unter anderen Titeln bekannt und in voneinander abweichenden Handschriften überliefert ist. Es enthält die Unterredungen Ibn Bābawaihs mit dem buyidischen Herrscher Rukn ad-Daula.[34]

## Lehren
Bei dogmatischen Fragen folgte Ibn Bābawaih der traditionalistischen imamitischen Strömung der Ashāb al-hadīth. Er hat insgesamt drei Glaubensbekenntnisse verfasst: Sein frühestes ist wahrscheinlich dasjenige am Anfang seiner Hidāya (S. 2–12), das umfangreichste ist dasjenige, das er in al-Iʿtiqādāt formulierte, und das dritte findet sich in seinen Amālī und ist auf Freitag, den 12. Schaʿbān 368 datiert (= 14. März 979).

### Theologie
Bezüglich des Tauhīd erklärt Ibn Bābawaih in seinen Iʿtiqādāt, dass Gott einer (wāḥid) und absolut einzigartig (aḥad) ist und ihm nichts gleichkommt. Gott ist nach ihm präexistent (qadīm), war immer schon und wird immer sein; er ist der Hörende und Sehende, der Wissende (ʿalīm) und Weise (ḥakīm), der Lebende (ḥaiy) und Beständige (qaiyūm), der Mächtige (ʿazīz) und Heilige (quddūs), der Mächtige (qādir) und Selbstgenügsame (ġanī). Er kann weder als Substanz (ǧauhar), Körper (ǧism), Form (ṣūra) oder Akzidens beschrieben werden. Er steht außerhalb der beiden Begrenzungen von Entleerung (ibṭāl) und Verähnlichung (tašbīh). Im Kitāb al-Tauḥīd unterscheidet Ibn Bābawaih zwischen den Attributen Gottes, die ewig sind (hörend, wissend, weise, mächtig usw.), und denen der Tat, die in der Zeit eingetreten sind (erschaffend, handelnd, wollend usw.).
Der Koran ist nach Ibn Bābawaih die Rede Gottes, Seine Eingebung (waḥy) und Herabsendung (tanzīl), Sein Wort (qaul) und Buch (kitāb); Falschheit kann weder von vorne noch von hinten in ihn eindringen. Der Koran, den Gott Seinem Propheten Muhammad offenbart hat, ist nach Ibn Bābawaih auch derselbe wie der zwischen den beiden Buchdeckeln (daffatain) und das, was sich in den Händen der Menschen befindet, und hat keinen größeren Umfang als dieses Buch. Wer den Schiiten die Lehre zuschreibe, dass der Koran mehr als das umfasse, sei ein Lügner. Allerdings war Ibn Bābawaih der Auffassung, dass die Suren 93 und 94 sowie 105 und 106 jeweils eine Sure bildeten. Die Schau Gottes am Tag des Jüngsten Gerichts ist seiner Auffassung nach rein geistig und erfolgt nicht mit den Augen.

### Vorherbestimmung und Handlungstheorie
Hinsichtlich der Frage der Willensfreiheit folgte Ibn Bābawaih der Parole lā ǧabr wa-lā tafwīḍ („Es gibt keinen Zwang und es gibt auch keine Übertragung der Verfügungsgewalt an den Menschen“) und propagierte einen Mittelweg. Damit stand er der Lehre, wie sie in verschiedenen sunnitischen Bekenntnisschriften bezüglich der Handlungen der Menschen formuliert wird, sehr nahe. Ibn Bābawaih führte diese Mittelposition auf den sechsten Imam Dschaʿfar as-Sādiq zurück. Die Handlungen der Menschen sind nach Ibn Bābawaih von Gott erschaffen, aber nur im Sinne einer „Erschaffung durch Vorherbestimmung“ (ḫalq at-taqdīr), nicht im Sinne einer „Erschaffung durch Hervorbringung“ (ḫalq at-takwīn), was bedeutet, dass er immer die verschiedenen Handlungsmöglichkeiten (maqādīr) kennt. Die imamitische Lehre vom Badāʾ bedeutet für ihn nicht, dass Gott seine Meinung geändert hat oder dass ihm neue Ideen gekommen sind. Vielmehr bedeutet es die Aufhebung eines göttlichen Befehls durch einen anderen oder dass Gott das Leben und die Nahrung eines Menschen entsprechend seinen Taten vermehrt oder verringert.

### Die Übereinstimmung zwischen Propheten und Imamen
Ibn Bābawaih war ein Verfechter des Konzepts der ʿIsma. So meinte er, dass die Propheten und Imame von Beginn ihrer Laufbahn an vor Befleckung und großen und kleineren Sünden geschützt und in Intellekt und Wissen vollkommen waren. Nach seiner Lehre besitzt alles, was für die Propheten gültig und notwendig ist, auch für die Imame Gültigkeit und Notwendigkeit, weil die Propheten die Wurzeln (uṣūl) der Imame sind und die Imame die Stellvertreter der Propheten und die Beweise (ḥuǧaǧ) für die nachfolgenden Menschen sind. Als solche sollen sie die Religion und den Willen Gottes auf Erden bewahren.
Die Übereinstimmung (tašākul) zwischen Imam und Prophet entnahm Ibn Bābawaih dem Hadith, demzufolge der Prophet gesagt haben soll: „Die Stellung ʿAlīs zu mir ist wie die Stellung Aarons zu Moses. Allein, nach mir gibt es keine Propheten mehr.“ Aus Hadithen wie diesem folerte er: Wenn es für Mohammed erlaubt ist, einen Imam mit den Propheten zu vergleichen, so muss es auch erlaubt sein, die übrigen Imame mit den Propheten zu vergleichen.

### Die Notwendigkeit des Imams für die Welt
Nach Ibn Bābawaih hängt vom Dasein eines Imams die Existenz der ganzen Welt ab: Wenn kein Imam da ist, bebt die Erde, bis sie birst und ihre Bewohner verschluckt. Das Dasein des Imams besänftigt den Zorn Gottes gegen die Menschheit und verhindert dadurch ein göttliches Strafgericht.  
Es ist auch für die Erhaltung von Himmel und Erde notwendig, denn es verhindert, dass der Himmel auf die Erde stürzt, und lässt es regnen auf der Erde. Schließlich ist der Imam das Herz der Welt, und so wie kein Lebewesen ohne Herz weiterleben kann, so kann die Welt nicht ohne Imam weiterleben.

### Die Verborgenheit des zwölften Imams
Die Verborgenheit des zwölften Imams gehört nach Ibn Bābawaih zu den natürlichen Gesetzen (al-qawānīn at-takwīnīya), die im Schöpfungsplan festgelegt sind. Er verknüpfte diese auch mit der koranischen Schöpfungsgeschichte: So interpretierte er die Namen, die Gott nach koranischer Aussage (Sure 2:31) Adam lehrte, als Namen der Gottesbeweise (ḥuǧaǧ), also der Imame. Der Grund für den Befehl Gottes an die Engel, sich vor Adam niederzuwerfen, war nach ihm die Notwendigkeit der Verehrung der Seelen der Gottesbeweise in Adams Rücken. Während die Engel dem Befehl Gottes gehorchten, weigerte sich Iblīs, sich vor Adam niederzuwerfen (siehe Sure 2:34). Deshalb wurde er von Gott verstoßen. So soll es auch denjenigen Schiiten ergehen, die nicht an die Existenz des zwölften Imams in seiner Ghaiba glauben.
Die Verborgenheit des zwölften Imams begründet Ibn Bābawaih teilweise durch den Vergleich mit der Verborgenheit der Propheten. So habe Gott die Geburt Abrahams verborgen, weil zu dieser Zeit Nimrod herrschte, der die Söhne seines eigenen Volkes tötete. Später habe Gott die Geburt Moses' verborgen, weil der ägyptische Pharao die Kinder Israels töten ließ, so dass Moses in der Verborgenheit lebte, bis Gott ihm befahl, hervorzutreten. Auf dieselbe Weise habe Gott die Verborgenheit des zwölften Imams veranlasst, weil sein Vater von den Abbasiden-Kalifen überwacht wurde.

### Sonstiges
Nach Ibn Bābawaih besteht die Welt aus Körpern und ihren zeitlichen Akzidentien. Atome spielen bei ihm keine Rolle. Die wohlverwahrte Tafel (lauḥ) und das im Koran erwähnte Schreibrohr (qalam) sind seiner Auffassung nach zwei Engel. Glauben definierte er als Bekenntnis mit der Zunge, Für-glaubwürdig-halten im Herzen und Handeln mit den Gliedern. Der Glauben nimmt seiner Auffassung nach durch Taten zu und durch Unterlassung ab. Der schwere Sünder ist kein Gläubiger mehr, aber bleibt ein Muslim.

## Belege
1. ↑  Ansari: L' imamat et l'occultation selon l'imamisme: étude bibliographique et histoire des textes. 2017, S. 65.
2. ↑  Warner: The Words of the Imams. Al-Shaykh al-Ṣadūq and the Development of Twelver Shīʿī Hadith Literature. 2022, S. 7.
3. ↑  Fyzee: Ibn Bābawaih(i). 1968, S. 727a.
4. ↑  Serdani: Der verborgene Imam. Eine Untersuchung der chiliastischen Gedanken im schiitischen Islam nach Ibn Bābūya (gest. 991). 1979, S. 43f.
5. ↑  Ansari: L' imamat et l'occultation selon l'imamisme: étude bibliographique et histoire des textes. 2017, S. 65f.
6. ↑  Warner: The Words of the Imams. Al-Shaykh al-Ṣadūq and the Development of Twelver Shīʿī Hadith Literature. 2022, S. 8S.
7. ↑  Warner: The Words of the Imams. Al-Shaykh al-Ṣadūq and the Development of Twelver Shīʿī Hadith Literature. 2022, S. 69.
8. ↑  Warner: The Words of the Imams. Al-Shaykh al-Ṣadūq and the Development of Twelver Shīʿī Hadith Literature. 2022, S. 187.
9. ↑  Serdani: Der verborgene Imam. Eine Untersuchung der chiliastischen Gedanken im schiitischen Islam nach Ibn Bābūya (gest. 991). 1979, S. 103f.
10. ↑  Ansari: L' imamat et l'occultation selon l'imamisme: étude bibliographique et histoire des textes. 2017, S. 67f.
11. ↑  Abū Ḥaiyān at-Tauḥīdī: Aḫlāq al-wazīrain. Ed. Muḥammd ibn Tāwīt aṭ-Ṭanǧī. Dār Ṣādir, Beirut 1992. S. 167. Digitalisat
12. 1 2  Pākatčī: Ebn-e Bābūya. 1990, S. 63a.
13. ↑  Fyzee: Ibn Bābawaih(i). 1968, S. 726b.
14. ↑  Ansari: L' imamat et l'occultation selon l'imamisme: étude bibliographique et histoire des textes. 2017, S. 69.
15. ↑  Serdani: Der verborgene Imam. Eine Untersuchung der chiliastischen Gedanken im schiitischen Islam nach Ibn Bābūya (gest. 991). 1979, S. 45.
16. 1 2 3 4 5 6 7  McDermott: Ebn Bābawayh. 1997, S. 3a.
17. ↑  Serdani: Der verborgene Imam. Eine Untersuchung der chiliastischen Gedanken im schiitischen Islam nach Ibn Bābūya (gest. 991). 1979, S. 47.
18. ↑  Ansari: L' imamat et l'occultation selon l'imamisme: étude bibliographique et histoire des textes. 2017, S. 74f.
19. ↑  Serdani: Der verborgene Imam. Eine Untersuchung der chiliastischen Gedanken im schiitischen Islam nach Ibn Bābūya (gest. 991). 1979, S. 57.
20. ↑  Serdani: Der verborgene Imam. Eine Untersuchung der chiliastischen Gedanken im schiitischen Islam nach Ibn Bābūya (gest. 991). 1979, S. 97–103.
21. ↑  Serdani: Der verborgene Imam. Eine Untersuchung der chiliastischen Gedanken im schiitischen Islam nach Ibn Bābūya (gest. 991). 1979, S. 112.
22. ↑  Ernst Möller: Beiträge zur Mahdilehre des Islams. I. Ibn Babuje el Kummis Kitābu kamālid-dini wa tamāmin-niʾmati fi ithbātil-'raibati wa kaschfil-ḥirati. Carl Winter, Heidelberg 1901. Digitalisat
23. ↑  Serdani: Der verborgene Imam. Eine Untersuchung der chiliastischen Gedanken im schiitischen Islam nach Ibn Bābūya (gest. 991). 1979, S. 48.
24. 1 2 3 4  McDermott: Ebn Bābawayh. 1997, S. 3b.
25. ↑  McDermott: Ebn Bābawayh. 1997, S. 3.
26. ↑  Ansari: L' imamat et l'occultation selon l'imamisme: étude bibliographique et histoire des textes. 2017, S. 71.
27. ↑  Zuletzt Qum 1378 AHS (1999) 1. Band – Internet Archive, 2. Band – Internet Archive
28. 1 2  Warner: The Words of the Imams. Al-Shaykh al-Ṣadūq and the Development of Twelver Shīʿī Hadith Literature. 2022, S. 23.
29. ↑  Vgl. z. B. diejenige von ʿIṣām ʿAbd as-Saiyid. Mahr, Ghom 1413h (= 1992/93 n. Chr.). Digitalisat
30. ↑  Digitalisat.
31. ↑  Warner: The Words of the Imams. Al-Shaykh al-Ṣadūq and the Development of Twelver Shīʿī Hadith Literature. 2022, S. 23f.
32. ↑  Warner: The Words of the Imams. Al-Shaykh al-Ṣadūq and the Development of Twelver Shīʿī Hadith Literature. 2022, S. 24.
33. 1 2  Warner: The Words of the Imams. Al-Shaykh al-Ṣadūq and the Development of Twelver Shīʿī Hadith Literature. 2022, S. 25.
34. ↑  Warner: The Words of the Imams. Al-Shaykh al-Ṣadūq and the Development of Twelver Shīʿī Hadith Literature. 2022, S. 26.
35. ↑  Ansari: L' imamat et l'occultation selon l'imamisme: étude bibliographique et histoire des textes. 2017, S. 72.
36. ↑  Ibn Bābawaih: al-Iʿtiqādāt. 1992/93, S. 21f. – Engl. Übers. Fyzee S. 25f.
37. ↑  Ibn Bābawaih: al-Iʿtiqādāt. Ed. ʿIṣām ʿAbd as-Saiyid. Mahr, Ghom 1413h (= 1992/93 n. Chr.). S. 83. – Engl. Übers. Fyzee S. 84.
38. ↑  Ibn Bābawaih: al-Iʿtiqādāt. 1992/93, S. 84. – Engl. Übers. Fyzee S. 85.
39. 1 2  Ibn Bābawaih: al-Iʿtiqādāt. 1992/93, S. 29. – Engl. Übers. Fyzee S. 32.
40. ↑  ʿIrfān ʿAbd al-Ḥamīd: Dirāsāt fī l-firaq wa-l-ʿaqāʾid al-Islāmīya. Maṭbaʿat al-Iršād, Bagdad 1967. S. 106. Digitalisat
41. ↑  Serdani: Der verborgene Imam. Eine Untersuchung der chiliastischen Gedanken im schiitischen Islam nach Ibn Bābūya (gest. 991). 1979, S. 77f.
42. ↑  Zitiert nach Serdani: Der verborgene Imam. Eine Untersuchung der chiliastischen Gedanken im schiitischen Islam nach Ibn Bābūya (gest. 991). 1979, S. 78.
43. ↑  Serdani: Der verborgene Imam. Eine Untersuchung der chiliastischen Gedanken im schiitischen Islam nach Ibn Bābūya (gest. 991). 1979, S. 79.
44. ↑  Serdani: Der verborgene Imam. Eine Untersuchung der chiliastischen Gedanken im schiitischen Islam nach Ibn Bābūya (gest. 991). 1979, S. 110f.
45. ↑  Serdani: Der verborgene Imam. Eine Untersuchung der chiliastischen Gedanken im schiitischen Islam nach Ibn Bābūya (gest. 991). 1979, S. 73.
46. ↑  Serdani: Der verborgene Imam. Eine Untersuchung der chiliastischen Gedanken im schiitischen Islam nach Ibn Bābūya (gest. 991). 1979, S. 73.
47. ↑  Serdani: Der verborgene Imam. Eine Untersuchung der chiliastischen Gedanken im schiitischen Islam nach Ibn Bābūya (gest. 991). 1979, S. 71f.
48. ↑  Serdani: Der verborgene Imam. Eine Untersuchung der chiliastischen Gedanken im schiitischen Islam nach Ibn Bābūya (gest. 991). 1979, S. 76.
49. ↑  Serdani: Der verborgene Imam. Eine Untersuchung der chiliastischen Gedanken im schiitischen Islam nach Ibn Bābūya (gest. 991). 1979, S. 77.
50. ↑  Ibn Bābawaih: al-Iʿtiqādāt. 1992/93, S. 44. – Engl. Übers. Fyzee S. 44.

| Personendaten    | Personendaten                                                                                           |
| ---------------- | --- |
| NAME             | Ibn Bābawaih                                                                                            |
| ALTERNATIVNAMEN  | Mohammad Ibn Ali Ibn Musa Ibn Babawaih Qummi; Muḥammad Ibn-ʿAlī Ibn-Bābūya; Scheich Saduq; Ibn Bābawayh |
| KURZBESCHREIBUNG | schiitischer Gelehrter der Zwölfer-Schiiten; Verfasser des Man la yahduruh al-faqih                     |
| GEBURTSDATUM     | 918 |
| GEBURTSORT       | Qum |
| STERBEDATUM      | 991 |